# Pony Motos
Pony Motos est une marque du constructeur suisse de cyclomoteurs Amsler & Co. AG, ils sont fabriqués depuis 1961.

## Description
Les vélomoteurs sont fabriqués par Amsler & Co. à Feuerthalen dans le canton de Zurich, de manière ponctuelle en coopération avec Sachs pour les moteurs comme les modèles 502, 503, 504.
Les vélomoteurs furent également montés durant quelque temps par la firme autrichienne KTM, sous la marque KTM Pony. Par la suite des pièces étaient fabriquées par KTM (comme le compteur de vitesses).
Les nouveaux vélomoteurs Pony sont fabriqués avec un moteur de la firme italienne Beta avec deux vitesses automatiques. Ils sont disponibles en deux versions „GTX“ et „Cross“.

## Données techniques
| Marque             | Pony |
| Modèle             | Cross, GTX |
| Fabricant          | Amsler & Co. AG |
| Moteurs            | Sachs 502, Sachs 503 (47 cm³, performance 0,8–1,2 PS), Sachs 504, Sachs 535 (49,9 cm³, performance: 1,1 PS), Beta (49 cm³, performance 1,2 PS) |
| Marques semblables | Hercules, Alpa, Cilo |

## Galerie d'images

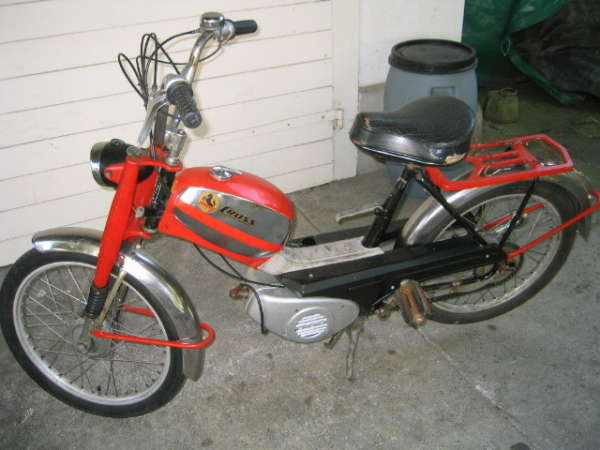
Ancien modèle de type 503 GT, Cross avec Sachs 503 Motor à deux vitesses manuelles
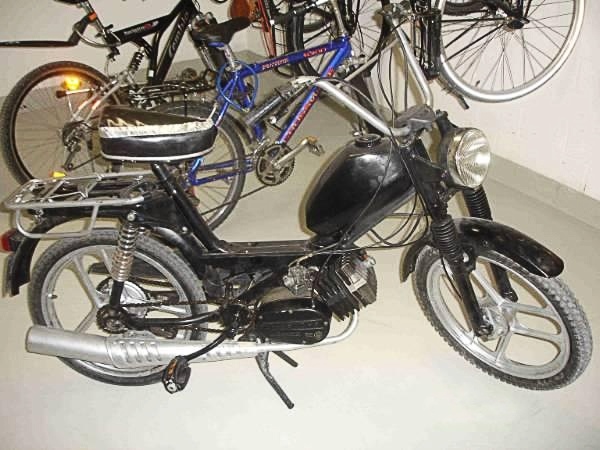
Modèle récent de type GTX, avec moteur Sachs 503, 2 vitesses automatiques et catalyseur
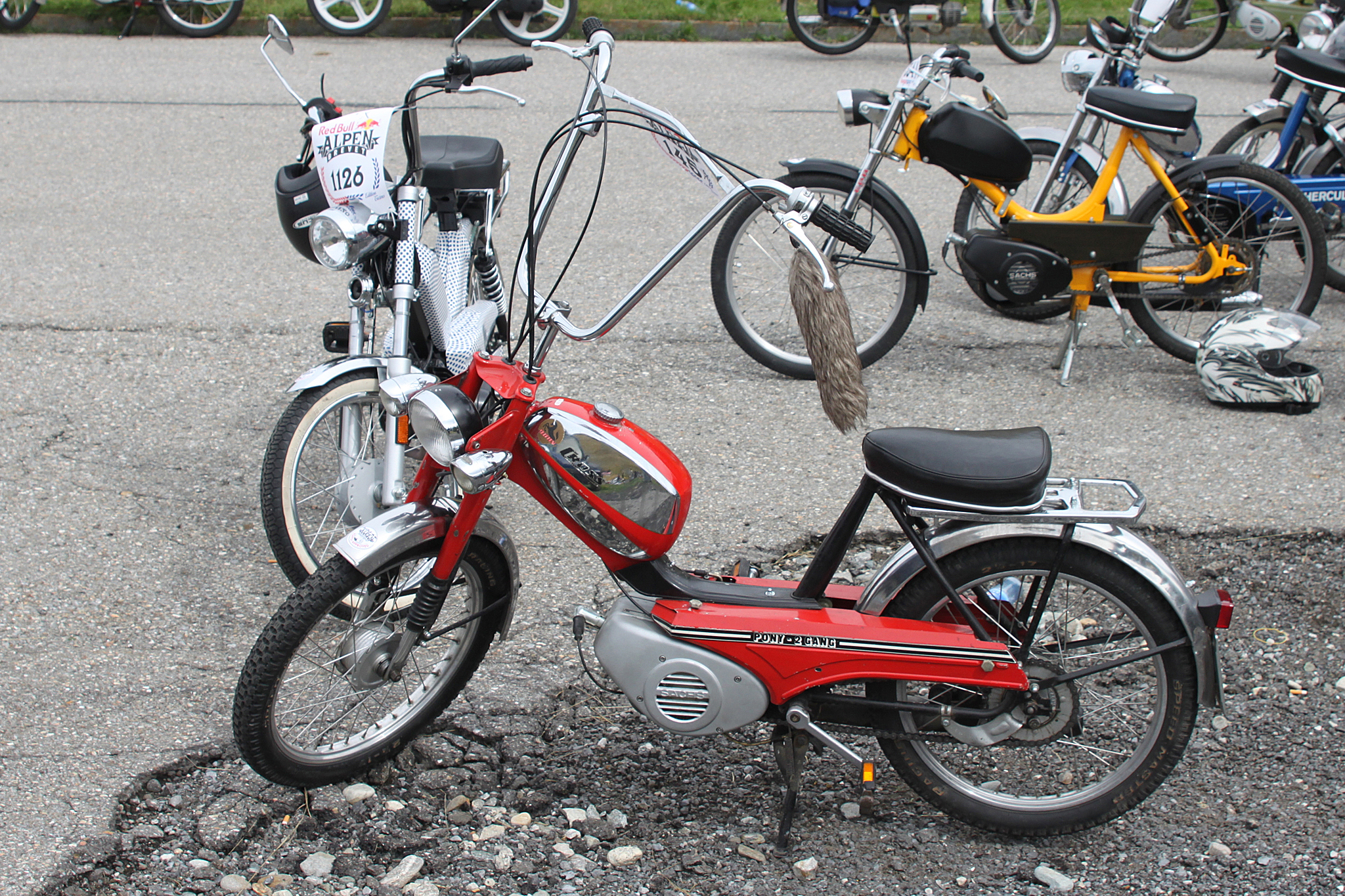